# Lista di asteroidi (684001-685000)
Di seguito una lista di asteroidi dal numero 684001  al 685000 con data di scoperta e scopritore.

## 684001–684100
| Nome   | Designazione provvisoria | Data di scoperta  | Scopritore             |
| ------ | ------------------------ | ----------------- | ---------------------- |
| 684001 | 2008 GE121               | 13 aprile 2008    | Spacewatch             |
| 684002 | 2008 GB124               | 4 aprile 2003     | Spacewatch             |
| 684003 | 2008 GN125               | 29 luglio 2000    | M. W. Buie, S. D. Kern |
| 684004 | 2008 GW126               | 14 aprile 2008    | Mount Lemmon Survey    |
| 684005 | 2008 GP138               | 5 aprile 2008     | Mount Lemmon Survey    |
| 684006 | 2008 GY138               | 7 aprile 2008     | Mount Lemmon Survey    |
| 684007 | 2008 GN150               | 4 aprile 2008     | CSS                    |
| 684008 | 2008 GW150               | 6 aprile 2008     | Spacewatch             |
| 684009 | 2008 GM152               | 12 aprile 2008    | Spacewatch             |
| 684010 | 2008 GJ153               | 10 dicembre 2006  | Spacewatch             |
| 684011 | 2008 GZ154               | 17 febbraio 2013  | Mount Lemmon Survey    |
| 684012 | 2008 GA155               | 14 aprile 2008    | Mount Lemmon Survey    |
| 684013 | 2008 GG155               | 3 marzo 2016      | Mount Lemmon Survey    |
| 684014 | 2008 GT158               | 15 settembre 2010 | Mount Lemmon Survey    |
| 684015 | 2008 GY158               | 12 novembre 2006  | Mount Lemmon Survey    |
| 684016 | 2008 GE160               | 8 aprile 2008     | Mount Lemmon Survey    |
| 684017 | 2008 GU162               | 28 luglio 2014    | Pan-STARRS             |
| 684018 | 2008 GS163               | 21 maggio 2014    | Pan-STARRS             |
| 684019 | 2008 GY163               | 23 novembre 2016  | Mount Lemmon Survey    |
| 684020 | 2008 GZ163               | 2 novembre 2011   | Spacewatch             |
| 684021 | 2008 GN164               | 29 settembre 2010 | Mount Lemmon Survey    |
| 684022 | 2008 GP164               | 15 aprile 2008    | Mount Lemmon Survey    |
| 684023 | 2008 GU164               | 27 gennaio 2012   | Mount Lemmon Survey    |
| 684024 | 2008 GP165               | 19 ottobre 2016   | Mount Lemmon Survey    |
| 684025 | 2008 GX165               | 2 novembre 2010   | Mount Lemmon Survey    |
| 684026 | 2008 GZ165               | 3 aprile 2008     | Spacewatch             |
| 684027 | 2008 GF166               | 26 marzo 2017     | Mount Lemmon Survey    |
| 684028 | 2008 GS166               | 10 marzo 2016     | Pan-STARRS             |
| 684029 | 2008 GA168               | 6 aprile 2008     | Mount Lemmon Survey    |
| 684030 | 2008 GC168               | 6 aprile 2008     | Mount Lemmon Survey    |
| 684031 | 2008 GN168               | 3 aprile 2008     | Mount Lemmon Survey    |
| 684032 | 2008 GO168               | 6 aprile 2008     | Spacewatch             |
| 684033 | 2008 GQ168               | 6 aprile 2008     | Spacewatch             |
| 684034 | 2008 GY168               | 8 aprile 2008     | Spacewatch             |
| 684035 | 2008 GG169               | 7 aprile 2008     | Spacewatch             |
| 684036 | 2008 GM169               | 15 aprile 2008    | Mount Lemmon Survey    |
| 684037 | 2008 GZ169               | 11 aprile 2008    | Mount Lemmon Survey    |
| 684038 | 2008 GH170               | 15 aprile 2008    | Mount Lemmon Survey    |
| 684039 | 2008 GN171               | 6 aprile 2008     | Spacewatch             |
| 684040 | 2008 GS172               | 4 aprile 2008     | Spacewatch             |
| 684041 | 2008 GW175               | 13 aprile 2008    | Mount Lemmon Survey    |
| 684042 | 2008 GX175               | 8 aprile 2008     | Mount Lemmon Survey    |
| 684043 | 2008 GV176               | 3 aprile 2008     | Spacewatch             |
| 684044 | 2008 GG180               | 6 aprile 2008     | Spacewatch             |
| 684045 | 2008 GK180               | 4 aprile 2008     | Spacewatch             |
| 684046 | 2008 HL5                 | 28 marzo 2008     | Mount Lemmon Survey    |
| 684047 | 2008 HJ19                | 9 aprile 2008     | Spacewatch             |
| 684048 | 2008 HO23                | 30 novembre 2005  | Spacewatch             |
| 684049 | 2008 HB24                | 27 gennaio 2007   | Mount Lemmon Survey    |
| 684050 | 2008 HJ24                | 11 aprile 2008    | Mount Lemmon Survey    |
| 684051 | 2008 HW24                | 4 aprile 2008     | Spacewatch             |
| 684052 | 2008 HL25                | 27 aprile 2008    | Mount Lemmon Survey    |
| 684053 | 2008 HM30                | 29 aprile 2008    | Mount Lemmon Survey    |
| 684054 | 2008 HC32                | 29 aprile 2008    | Mount Lemmon Survey    |
| 684055 | 2008 HK33                | 8 aprile 2008     | Spacewatch             |
| 684056 | 2008 HP40                | 12 marzo 2008     | Spacewatch             |
| 684057 | 2008 HY42                | 23 novembre 2006  | Spacewatch             |
| 684058 | 2008 HQ49                | 29 aprile 2008    | Spacewatch             |
| 684059 | 2008 HC51                | 29 aprile 2008    | Spacewatch             |
| 684060 | 2008 HQ53                | 4 aprile 2008     | Spacewatch             |
| 684061 | 2008 HH54                | 29 aprile 2008    | Spacewatch             |
| 684062 | 2008 HG59                | 30 agosto 2005    | Spacewatch             |
| 684063 | 2008 HQ62                | 21 dicembre 2006  | L. H. Wasserman        |
| 684064 | 2008 HK63                | 25 gennaio 2007   | Spacewatch             |
| 684065 | 2008 HF69                | 3 aprile 2008     | Mount Lemmon Survey    |
| 684066 | 2008 HF72                | 6 dicembre 2015   | Mount Lemmon Survey    |
| 684067 | 2008 HG72                | 30 aprile 2008    | Mount Lemmon Survey    |
| 684068 | 2008 HO72                | 11 marzo 2013     | Mount Lemmon Survey    |
| 684069 | 2008 HM73                | 12 agosto 2013    | Pan-STARRS             |
| 684070 | 2008 HP73                | 10 novembre 2010  | CSS                    |
| 684071 | 2008 HB74                | 23 gennaio 2011   | Mount Lemmon Survey    |
| 684072 | 2008 HM74                | 29 aprile 2008    | Mount Lemmon Survey    |
| 684073 | 2008 HN74                | 7 marzo 2013      | Mount Lemmon Survey    |
| 684074 | 2008 HA77                | 24 aprile 2008    | Mount Lemmon Survey    |
| 684075 | 2008 HP77                | 14 aprile 2008    | Mount Lemmon Survey    |
| 684076 | 2008 HQ77                | 27 aprile 2008    | Spacewatch             |
| 684077 | 2008 HG78                | 24 aprile 2008    | Spacewatch             |
| 684078 | 2008 HY78                | 29 aprile 2008    | Spacewatch             |
| 684079 | 2008 HM79                | 29 aprile 2008    | Mount Lemmon Survey    |
| 684080 | 2008 JK4                 | 3 luglio 2005     | NEAT                   |
| 684081 | 2008 JA5                 | 11 marzo 2008     | Spacewatch             |
| 684082 | 2008 JG9                 | 25 aprile 2008    | Spacewatch             |
| 684083 | 2008 JV10                | 14 aprile 2008    | Mount Lemmon Survey    |
| 684084 | 2008 JF12                | 3 maggio 2008     | Spacewatch             |
| 684085 | 2008 JB17                | 3 maggio 2008     | Mount Lemmon Survey    |
| 684086 | 2008 JM28                | 31 marzo 2004     | Spacewatch             |
| 684087 | 2008 JX41                | 6 maggio 2008     | Mount Lemmon Survey    |
| 684088 | 2008 JF42                | 8 maggio 2008     | Mount Lemmon Survey    |
| 684089 | 2008 JQ42                | 5 maggio 2008     | Spacewatch             |
| 684090 | 2008 JS42                | 29 settembre 2010 | Mount Lemmon Survey    |
| 684091 | 2008 JL43                | 13 maggio 2008    | Mount Lemmon Survey    |
| 684092 | 2008 JE44                | 14 maggio 2008    | Mount Lemmon Survey    |
| 684093 | 2008 JH44                | 8 aprile 2013     | Mount Lemmon Survey    |
| 684094 | 2008 JR44                | 20 gennaio 2015   | Mount Lemmon Survey    |
| 684095 | 2008 JW44                | 25 luglio 2014    | Pan-STARRS             |
| 684096 | 2008 JT45                | 14 maggio 2008    | Spacewatch             |
| 684097 | 2008 JG46                | 5 maggio 2008     | Mount Lemmon Survey    |
| 684098 | 2008 JH46                | 1 dicembre 2010   | Mount Lemmon Survey    |
| 684099 | 2008 JQ47                | 3 febbraio 2016   | Pan-STARRS             |
| 684100 | 2008 JE48                | 5 maggio 2008     | Spacewatch             |

## 684101–684200
| Nome   | Designazione provvisoria | Data di scoperta  | Scopritore                          |
| ------ | ------------------------ | ----------------- | ----------------------------------- |
| 684101 | 2008 JL48                | 5 maggio 2008     | Spacewatch                          |
| 684102 | 2008 JW48                | 5 maggio 2008     | Spacewatch                          |
| 684103 | 2008 JS49                | 3 maggio 2008     | Spacewatch                          |
| 684104 | 2008 JE50                | 3 maggio 2008     | Spacewatch                          |
| 684105 | 2008 JJ50                | 15 maggio 2008    | Mount Lemmon Survey                 |
| 684106 | 2008 JH51                | 2 maggio 2008     | Spacewatch                          |
| 684107 | 2008 JJ51                | 3 maggio 2008     | Spacewatch                          |
| 684108 | 2008 JN51                | 15 maggio 2008    | Spacewatch                          |
| 684109 | 2008 JA53                | 8 maggio 2008     | Spacewatch                          |
| 684110 | 2008 JL53                | 6 maggio 2008     | Mount Lemmon Survey                 |
| 684111 | 2008 JH54                | 3 maggio 2008     | Mount Lemmon Survey                 |
| 684112 | 2008 KM5                 | 28 maggio 2008    | Spacewatch                          |
| 684113 | 2008 KV6                 | 29 settembre 2005 | Mount Lemmon Survey                 |
| 684114 | 2008 KK14                | 14 aprile 2008    | Mount Lemmon Survey                 |
| 684115 | 2008 KO14                | 27 maggio 2008    | Spacewatch                          |
| 684116 | 2008 KJ16                | 5 maggio 2008     | Spacewatch                          |
| 684117 | 2008 KW18                | 28 maggio 2008    | Mount Lemmon Survey                 |
| 684118 | 2008 KW20                | 16 marzo 2004     | Spacewatch                          |
| 684119 | 2008 KL21                | 28 maggio 2008    | Mount Lemmon Survey                 |
| 684120 | 2008 KW21                | 28 maggio 2008    | Mount Lemmon Survey                 |
| 684121 | 2008 KC22                | 7 dicembre 2005   | Spacewatch                          |
| 684122 | 2008 KU22                | 28 maggio 2008    | Mount Lemmon Survey                 |
| 684123 | 2008 KE23                | 28 maggio 2008    | Spacewatch                          |
| 684124 | 2008 KV23                | 28 maggio 2008    | Spacewatch                          |
| 684125 | 2008 KH28                | 6 aprile 2008     | Spacewatch                          |
| 684126 | 2008 KW28                | 23 marzo 2004     | Spacewatch                          |
| 684127 | 2008 KW30                | 3 maggio 2008     | Spacewatch                          |
| 684128 | 2008 KA32                | 5 maggio 2008     | Spacewatch                          |
| 684129 | 2008 KT32                | 3 maggio 2008     | Spacewatch                          |
| 684130 | 2008 KT34                | 19 ottobre 2006   | Mount Lemmon Survey                 |
| 684131 | 2008 KR36                | 29 maggio 2008    | Spacewatch                          |
| 684132 | 2008 KH37                | 29 maggio 2008    | Mount Lemmon Survey                 |
| 684133 | 2008 KO37                | 30 maggio 2008    | Spacewatch                          |
| 684134 | 2008 KM38                | 29 aprile 2008    | Spacewatch                          |
| 684135 | 2008 KX39                | 31 maggio 2008    | Spacewatch                          |
| 684136 | 2008 KS43                | 27 agosto 2009    | Spacewatch                          |
| 684137 | 2008 KA44                | 25 gennaio 2012   | Pan-STARRS                          |
| 684138 | 2008 KD44                | 10 agosto 2013    | Mount Lemmon Survey                 |
| 684139 | 2008 KE44                | 8 dicembre 2010   | Mount Lemmon Survey                 |
| 684140 | 2008 KF44                | 29 maggio 2008    | Spacewatch                          |
| 684141 | 2008 KH44                | 10 novembre 2016  | Pan-STARRS                          |
| 684142 | 2008 KO44                | 9 settembre 2015  | Pan-STARRS                          |
| 684143 | 2008 KQ44                | 13 marzo 2013     | Pan-STARRS                          |
| 684144 | 2008 KR44                | 2 novembre 2013   | Mount Lemmon Survey                 |
| 684145 | 2008 KW44                | 2 maggio 2016     | Pan-STARRS                          |
| 684146 | 2008 KG45                | 4 giugno 2014     | Pan-STARRS                          |
| 684147 | 2008 KE46                | 30 dicembre 2011  | Spacewatch                          |
| 684148 | 2008 KR46                | 14 gennaio 2018   | Pan-STARRS                          |
| 684149 | 2008 KU46                | 1 novembre 2010   | Mount Lemmon Survey                 |
| 684150 | 2008 KC47                | 18 giugno 2014    | Pan-STARRS                          |
| 684151 | 2008 KK48                | 16 maggio 2012    | Mount Lemmon Survey                 |
| 684152 | 2008 KC49                | 29 maggio 2008    | Mount Lemmon Survey                 |
| 684153 | 2008 LY1                 | 2 giugno 2008     | Mount Lemmon Survey                 |
| 684154 | 2008 LC3                 | 23 settembre 2001 | AMOS                                |
| 684155 | 2008 LU12                | 10 giugno 2008    | W. Bickel                           |
| 684156 | 2008 LW12                | 13 maggio 2008    | Spacewatch                          |
| 684157 | 2008 LU18                | 10 aprile 2016    | Pan-STARRS                          |
| 684158 | 2008 LW18                | 13 marzo 2013     | Pan-STARRS                          |
| 684159 | 2008 LX18                | 3 giugno 2016     | Mount Lemmon Survey                 |
| 684160 | 2008 LK19                | 1 gennaio 2012    | Mount Lemmon Survey                 |
| 684161 | 2008 LM19                | 12 aprile 2016    | Pan-STARRS                          |
| 684162 | 2008 LV19                | 22 novembre 2011  | Mount Lemmon Survey                 |
| 684163 | 2008 LC20                | 20 gennaio 2018   | Mount Lemmon Survey                 |
| 684164 | 2008 LJ20                | 21 novembre 2014  | Pan-STARRS                          |
| 684165 | 2008 NQ                  | 1 luglio 2008     | Spacewatch                          |
| 684166 | 2008 NT5                 | 1 luglio 2008     | Spacewatch                          |
| 684167 | 2008 NH6                 | 2 luglio 2008     | Spacewatch                          |
| 684168 | 2008 OU4                 | 28 luglio 2008    | Mount Lemmon Survey                 |
| 684169 | 2008 OW4                 | 28 luglio 2008    | Mount Lemmon Survey                 |
| 684170 | 2008 OG5                 | 28 luglio 2008    | Mount Lemmon Survey                 |
| 684171 | 2008 OE6                 | 30 luglio 2008    | Mount Lemmon Survey                 |
| 684172 | 2008 OV13                | 23 novembre 2003  | LONEOS                              |
| 684173 | 2008 OA26                | 5 dicembre 2005   | CSS                                 |
| 684174 | 2008 OG26                | 30 luglio 2008    | Mount Lemmon Survey                 |
| 684175 | 2008 OK26                | 28 luglio 2008    | Mount Lemmon Survey                 |
| 684176 | 2008 OV26                | 2 gennaio 2012    | Mount Lemmon Survey                 |
| 684177 | 2008 OX26                | 31 agosto 2014    | Pan-STARRS                          |
| 684178 | 2008 OU27                | 29 luglio 2008    | Spacewatch                          |
| 684179 | 2008 OW27                | 13 maggio 2016    | Pan-STARRS                          |
| 684180 | 2008 OD28                | 16 maggio 2013    | Pan-STARRS                          |
| 684181 | 2008 OT28                | 5 febbraio 2011   | Mount Lemmon Survey                 |
| 684182 | 2008 OU28                | 19 settembre 1998 | SDSS Collaboration                  |
| 684183 | 2008 OR30                | 23 ottobre 2009   | Mount Lemmon Survey                 |
| 684184 | 2008 OS30                | 27 aprile 2012    | Pan-STARRS                          |
| 684185 | 2008 OJ31                | 30 luglio 2008    | Mount Lemmon Survey                 |
| 684186 | 2008 OK31                | 29 luglio 2008    | Spacewatch                          |
| 684187 | 2008 OS31                | 30 luglio 2008    | Mount Lemmon Survey                 |
| 684188 | 2008 OD32                | 29 luglio 2008    | Spacewatch                          |
| 684189 | 2008 PY                  | 25 luglio 2008    | SSS                                 |
| 684190 | 2008 PK1                 | 1 luglio 2008     | Spacewatch                          |
| 684191 | 2008 PN11                | 8 agosto 2008     | F. Kugel                            |
| 684192 | 2008 PX11                | 10 agosto 2008    | R. Ferrando, M. Ferrando            |
| 684193 | 2008 PL13                | 10 agosto 2008    | Osservatorio astronomico di Maiorca |
| 684194 | 2008 PZ13                | 10 agosto 2008    | OAM Obs.                            |
| 684195 | 2008 PB14                | 10 agosto 2008    | OAM Obs.                            |
| 684196 | 2008 PE16                | 4 agosto 2008     | OAM Obs.                            |
| 684197 | 2008 PJ23                | 2 gennaio 2017    | Pan-STARRS                          |
| 684198 | 2008 PL23                | 28 agosto 2014    | Pan-STARRS                          |
| 684199 | 2008 PS23                | 21 agosto 2015    | Pan-STARRS                          |
| 684200 | 2008 PK24                | 3 agosto 2008     | SSS                                 |

## 684201–684300
| Nome   | Designazione provvisoria | Data di scoperta  | Scopritore                          |
| ------ | ------------------------ | ----------------- | ----------------------------------- |
| 684201 | 2008 PM24                | 7 agosto 2008     | Spacewatch                          |
| 684202 | 2008 PX24                | 3 agosto 2008     | SSS                                 |
| 684203 | 2008 QX4                 | 21 agosto 2008    | Spacewatch                          |
| 684204 | 2008 QW6                 | 30 luglio 2008    | Osservatorio astronomico di Maiorca |
| 684205 | 2008 QE14                | 21 agosto 2008    | Spacewatch                          |
| 684206 | 2008 QV17                | 27 agosto 2008    | F. Kugel                            |
| 684207 | 2008 QF25                | 29 luglio 2008    | Spacewatch                          |
| 684208 | 2008 QK26                | 27 settembre 2003 | LONEOS                              |
| 684209 | 2008 QU27                | 30 agosto 2008    | Osservatorio astronomico di Maiorca |
| 684210 | 2008 QW31                | 30 agosto 2008    | LINEAR                              |
| 684211 | 2008 QH34                | 21 agosto 2008    | Spacewatch                          |
| 684212 | 2008 QP35                | 27 agosto 2008    | SSS                                 |
| 684213 | 2008 QM37                | 21 agosto 2008    | Spacewatch                          |
| 684214 | 2008 QP39                | 24 agosto 2008    | Spacewatch                          |
| 684215 | 2008 QC44                | 6 settembre 2008  | CSS                                 |
| 684216 | 2008 QR48                | 16 settembre 2014 | Pan-STARRS                          |
| 684217 | 2008 QB49                | 3 gennaio 2014    | M. Schwartz, P. R. Holvorcem        |
| 684218 | 2008 QF51                | 23 agosto 2008    | Spacewatch                          |
| 684219 | 2008 RT6                 | 30 settembre 2003 | Spacewatch                          |
| 684220 | 2008 RY7                 | 1 dicembre 2005   | L. H. Wasserman, R. Millis          |
| 684221 | 2008 RP13                | 4 settembre 2008  | Spacewatch                          |
| 684222 | 2008 RT13                | 4 settembre 2008  | Spacewatch                          |
| 684223 | 2008 RU18                | 4 settembre 2008  | Spacewatch                          |
| 684224 | 2008 RK20                | 4 settembre 2008  | Spacewatch                          |
| 684225 | 2008 RN20                | 4 settembre 2008  | Spacewatch                          |
| 684226 | 2008 RA24                | 5 settembre 2008  | LINEAR                              |
| 684227 | 2008 RC25                | 2 settembre 2008  | Zelenchukskaya Stn.                 |
| 684228 | 2008 RK26                | 2 settembre 2008  | Spacewatch                          |
| 684229 | 2008 RO29                | 27 febbraio 2000  | Spacewatch                          |
| 684230 | 2008 RB32                | 2 settembre 2008  | Spacewatch                          |
| 684231 | 2008 RX48                | 3 settembre 2008  | Spacewatch                          |
| 684232 | 2008 RL51                | 3 settembre 2008  | Spacewatch                          |
| 684233 | 2008 RH57                | 3 settembre 2008  | Spacewatch                          |
| 684234 | 2008 RS57                | 3 settembre 2008  | Spacewatch                          |
| 684235 | 2008 RF61                | 29 luglio 2008    | Mount Lemmon Survey                 |
| 684236 | 2008 RM62                | 4 settembre 2008  | Spacewatch                          |
| 684237 | 2008 RU63                | 4 settembre 2008  | Spacewatch                          |
| 684238 | 2008 RM65                | 4 settembre 2008  | Spacewatch                          |
| 684239 | 2008 RU65                | 26 marzo 2007     | Spacewatch                          |
| 684240 | 2008 RR66                | 4 settembre 2008  | Spacewatch                          |
| 684241 | 2008 RD69                | 4 settembre 2008  | Spacewatch                          |
| 684242 | 2008 RV69                | 5 settembre 2008  | Spacewatch                          |
| 684243 | 2008 RN72                | 6 settembre 2008  | Mount Lemmon Survey                 |
| 684244 | 2008 RU72                | 6 settembre 2008  | Mount Lemmon Survey                 |
| 684245 | 2008 RD74                | 6 settembre 2008  | CSS                                 |
| 684246 | 2008 RP74                | 6 settembre 2008  | CSS                                 |
| 684247 | 2008 RL79                | 1 settembre 2008  | Osservatorio astronomico di Maiorca |
| 684248 | 2008 RX86                | 5 settembre 2008  | Spacewatch                          |
| 684249 | 2008 RK90                | 6 settembre 2008  | CSS                                 |
| 684250 | 2008 RE93                | 6 settembre 2008  | Spacewatch                          |
| 684251 | 2008 RO95                | 29 luglio 2008    | Spacewatch                          |
| 684252 | 2008 RD99                | 2 settembre 2008  | Spacewatch                          |
| 684253 | 2008 RV106               | 7 settembre 2008  | Mount Lemmon Survey                 |
| 684254 | 2008 RM121               | 2 settembre 2008  | Spacewatch                          |
| 684255 | 2008 RD131               | 9 settembre 2008  | Mount Lemmon Survey                 |
| 684256 | 2008 RN132               | 6 settembre 2008  | CSS                                 |
| 684257 | 2008 RC135               | 2 settembre 2008  | Spacewatch                          |
| 684258 | 2008 RH135               | 2 settembre 2008  | Spacewatch                          |
| 684259 | 2008 RA138               | 5 settembre 2008  | Spacewatch                          |
| 684260 | 2008 RR141               | 21 settembre 2003 | Spacewatch                          |
| 684261 | 2008 RJ144               | 2 settembre 2008  | Spacewatch                          |
| 684262 | 2008 RV144               | 4 settembre 2008  | Spacewatch                          |
| 684263 | 2008 RE146               | 5 settembre 2008  | Spacewatch                          |
| 684264 | 2008 RT148               | 7 settembre 2008  | Mount Lemmon Survey                 |
| 684265 | 2008 RW148               | 3 settembre 2008  | Spacewatch                          |
| 684266 | 2008 RZ148               | 6 settembre 2008  | SSS                                 |
| 684267 | 2008 RQ149               | 3 settembre 2008  | Spacewatch                          |
| 684268 | 2008 RY149               | 4 marzo 2011      | Mount Lemmon Survey                 |
| 684269 | 2008 RL150               | 23 febbraio 2011  | Spacewatch                          |
| 684270 | 2008 RM150               | 5 settembre 2008  | Spacewatch                          |
| 684271 | 2008 RP150               | 15 febbraio 2010  | Mount Lemmon Survey                 |
| 684272 | 2008 RU150               | 4 settembre 2008  | Spacewatch                          |
| 684273 | 2008 RD151               | 10 novembre 2004  | Spacewatch                          |
| 684274 | 2008 RT151               | 27 gennaio 2011   | Mount Lemmon Survey                 |
| 684275 | 2008 RG152               | 6 settembre 2008  | Mount Lemmon Survey                 |
| 684276 | 2008 RZ152               | 4 settembre 2008  | Spacewatch                          |
| 684277 | 2008 RE153               | 2 settembre 2014  | Pan-STARRS                          |
| 684278 | 2008 RL154               | 18 agosto 2014    | Pan-STARRS                          |
| 684279 | 2008 RA156               | 25 agosto 2008    | S. Matičič                          |
| 684280 | 2008 RC156               | 25 febbraio 2011  | Mount Lemmon Survey                 |
| 684281 | 2008 RE156               | 30 gennaio 2011   | Pan-STARRS                          |
| 684282 | 2008 RR156               | 9 settembre 2008  | Mount Lemmon Survey                 |
| 684283 | 2008 RS156               | 25 febbraio 2015  | Spacewatch                          |
| 684284 | 2008 RC162               | 5 febbraio 2011   | Pan-STARRS                          |
| 684285 | 2008 RH162               | 3 settembre 2008  | Spacewatch                          |
| 684286 | 2008 RU165               | 6 settembre 2008  | Spacewatch                          |
| 684287 | 2008 RB168               | 9 settembre 2008  | Mount Lemmon Survey                 |
| 684288 | 2008 RW168               | 9 febbraio 2005   | Mount Lemmon Survey                 |
| 684289 | 2008 RY168               | 7 settembre 2008  | Mount Lemmon Survey                 |
| 684290 | 2008 RC170               | 9 settembre 2008  | Mount Lemmon Survey                 |
| 684291 | 2008 RO170               | 4 settembre 2008  | Spacewatch                          |
| 684292 | 2008 RX170               | 6 settembre 2008  | Spacewatch                          |
| 684293 | 2008 RP171               | 2 settembre 2008  | Spacewatch                          |
| 684294 | 2008 RB172               | 4 settembre 2008  | Spacewatch                          |
| 684295 | 2008 RH172               | 6 settembre 2008  | Spacewatch                          |
| 684296 | 2008 RR173               | 9 settembre 2008  | CSS                                 |
| 684297 | 2008 RY174               | 9 settembre 2008  | Mount Lemmon Survey                 |
| 684298 | 2008 RU178               | 3 settembre 2008  | Spacewatch                          |
| 684299 | 2008 RD179               | 4 settembre 2008  | Spacewatch                          |
| 684300 | 2008 RP179               | 4 settembre 2008  | Spacewatch                          |

## 684301–684400
| Nome   | Designazione provvisoria | Data di scoperta  | Scopritore                |
| ------ | ------------------------ | ----------------- | ------------------------- |
| 684301 | 2008 RP180               | 5 settembre 2008  | Spacewatch                |
| 684302 | 2008 RS181               | 4 settembre 2008  | Spacewatch                |
| 684303 | 2008 RW184               | 15 aprile 2007    | Spacewatch                |
| 684304 | 2008 RO186               | 6 settembre 2008  | Spacewatch                |
| 684305 | 2008 SK5                 | 4 settembre 2008  | Spacewatch                |
| 684306 | 2008 SB13                | 29 luglio 2008    | Spacewatch                |
| 684307 | 2008 SF17                | 8 ottobre 2004    | Spacewatch                |
| 684308 | 2008 SU24                | 3 settembre 2008  | Spacewatch                |
| 684309 | 2008 SU25                | 7 settembre 2008  | Mount Lemmon Survey       |
| 684310 | 2008 SY29                | 4 settembre 2008  | Spacewatch                |
| 684311 | 2008 SW30                | 20 settembre 2008 | Spacewatch                |
| 684312 | 2008 SJ35                | 20 settembre 2008 | Spacewatch                |
| 684313 | 2008 SZ48                | 25 marzo 2003     | NEAT                      |
| 684314 | 2008 SD63                | 21 ottobre 2003   | Spacewatch                |
| 684315 | 2008 SM69                | 9 settembre 2008  | Mount Lemmon Survey       |
| 684316 | 2008 SS75                | 23 settembre 2008 | Mount Lemmon Survey       |
| 684317 | 2008 SB76                | 23 settembre 2008 | Mount Lemmon Survey       |
| 684318 | 2008 SH80                | 23 settembre 2008 | Spacewatch                |
| 684319 | 2008 SJ83                | 27 settembre 2008 | E. Schwab, S. Karge       |
| 684320 | 2008 ST87                | 19 dicembre 2004  | Mount Lemmon Survey       |
| 684321 | 2008 SW87                | 20 settembre 2008 | Spacewatch                |
| 684322 | 2008 SB105               | 21 settembre 2008 | Spacewatch                |
| 684323 | 2008 SV105               | 21 settembre 2008 | Spacewatch                |
| 684324 | 2008 SO108               | 7 ottobre 2005    | Osservatorio di Mauna Kea |
| 684325 | 2008 SA111               | 22 settembre 2008 | Spacewatch                |
| 684326 | 2008 SB112               | 22 settembre 2008 | Spacewatch                |
| 684327 | 2008 SG113               | 8 settembre 2008  | Spacewatch                |
| 684328 | 2008 SV121               | 22 settembre 2008 | Mount Lemmon Survey       |
| 684329 | 2008 ST133               | 23 settembre 2008 | Spacewatch                |
| 684330 | 2008 SX136               | 23 settembre 2008 | Spacewatch                |
| 684331 | 2008 SK140               | 24 settembre 2008 | Mount Lemmon Survey       |
| 684332 | 2008 SP141               | 9 settembre 2008  | Mount Lemmon Survey       |
| 684333 | 2008 SA145               | 26 settembre 2008 | Mount Lemmon Survey       |
| 684334 | 2008 SH152               | 31 agosto 2008    | E. W. Elst                |
| 684335 | 2008 SF167               | 22 settembre 2008 | Spacewatch                |
| 684336 | 2008 SE168               | 19 settembre 2004 | K. Sárneczky              |
| 684337 | 2008 SB170               | 21 settembre 2008 | Mount Lemmon Survey       |
| 684338 | 2008 SL171               | 23 ottobre 2004   | Spacewatch                |
| 684339 | 2008 SW178               | 19 aprile 2007    | Spacewatch                |
| 684340 | 2008 SX178               | 24 settembre 2008 | Spacewatch                |
| 684341 | 2008 SB179               | 24 settembre 2008 | Spacewatch                |
| 684342 | 2008 SY188               | 25 settembre 2008 | Spacewatch                |
| 684343 | 2008 SV190               | 25 settembre 2008 | Mount Lemmon Survey       |
| 684344 | 2008 SH217               | 29 settembre 2008 | Mount Lemmon Survey       |
| 684345 | 2008 SG222               | 3 settembre 2008  | Spacewatch                |
| 684346 | 2008 SG227               | 27 ottobre 2005   | Mount Lemmon Survey       |
| 684347 | 2008 SB230               | 28 settembre 2008 | Mount Lemmon Survey       |
| 684348 | 2008 SE232               | 5 settembre 2008  | Spacewatch                |
| 684349 | 2008 SU232               | 28 settembre 2008 | Mount Lemmon Survey       |
| 684350 | 2008 SV244               | 29 settembre 2008 | CSS                       |
| 684351 | 2008 SP248               | 20 settembre 2008 | Spacewatch                |
| 684352 | 2008 SA249               | 21 settembre 2008 | Spacewatch                |
| 684353 | 2008 SU255               | 24 settembre 2008 | Spacewatch                |
| 684354 | 2008 SN262               | 24 settembre 2008 | Spacewatch                |
| 684355 | 2008 SD264               | 24 settembre 2008 | Spacewatch                |
| 684356 | 2008 SS272               | 24 settembre 2008 | Mount Lemmon Survey       |
| 684357 | 2008 SY272               | 27 settembre 2008 | Mount Lemmon Survey       |
| 684358 | 2008 SH277               | 24 settembre 2008 | Spacewatch                |
| 684359 | 2008 SC284               | 23 settembre 2008 | Spacewatch                |
| 684360 | 2008 SS284               | 24 settembre 2008 | Spacewatch                |
| 684361 | 2008 SE287               | 23 settembre 2008 | Mount Lemmon Survey       |
| 684362 | 2008 ST289               | 27 settembre 2008 | W. Bickel                 |
| 684363 | 2008 SH297               | 29 settembre 2008 | CSS                       |
| 684364 | 2008 SH310               | 13 dicembre 2004  | Spacewatch                |
| 684365 | 2008 SV313               | 23 agosto 2001    | Spacewatch                |
| 684366 | 2008 SY313               | 3 agosto 2004     | SSS                       |
| 684367 | 2008 SR314               | 23 settembre 2008 | Mount Lemmon Survey       |
| 684368 | 2008 SW314               | 29 settembre 2008 | CSS                       |
| 684369 | 2008 SZ314               | 22 settembre 2008 | Mount Lemmon Survey       |
| 684370 | 2008 SD315               | 17 aprile 2015    | Mount Lemmon Survey       |
| 684371 | 2008 SF315               | 3 febbraio 2012   | Pan-STARRS                |
| 684372 | 2008 SC316               | 6 dicembre 2013   | Pan-STARRS                |
| 684373 | 2008 SM316               | 23 settembre 2008 | Spacewatch                |
| 684374 | 2008 SW316               | 25 settembre 2008 | Spacewatch                |
| 684375 | 2008 SH317               | 14 luglio 2013    | Pan-STARRS                |
| 684376 | 2008 SB318               | 24 settembre 2008 | Mount Lemmon Survey       |
| 684377 | 2008 SF319               | 28 settembre 2008 | Mount Lemmon Survey       |
| 684378 | 2008 SC320               | 22 settembre 2008 | Mount Lemmon Survey       |
| 684379 | 2008 SB322               | 20 settembre 2008 | Mount Lemmon Survey       |
| 684380 | 2008 SB324               | 22 settembre 2008 | Spacewatch                |
| 684381 | 2008 SE324               | 24 settembre 2008 | Mount Lemmon Survey       |
| 684382 | 2008 SH324               | 22 settembre 2008 | Mount Lemmon Survey       |
| 684383 | 2008 SN324               | 23 settembre 2015 | Pan-STARRS                |
| 684384 | 2008 SH326               | 9 agosto 2013     | Pan-STARRS                |
| 684385 | 2008 SC327               | 1 aprile 2011     | Spacewatch                |
| 684386 | 2008 SZ331               | 23 settembre 2008 | Spacewatch                |
| 684387 | 2008 SF333               | 29 settembre 2008 | Spacewatch                |
| 684388 | 2008 SV335               | 24 settembre 2008 | Mount Lemmon Survey       |
| 684389 | 2008 SK338               | 23 settembre 2008 | Spacewatch                |
| 684390 | 2008 SZ338               | 23 settembre 2008 | Spacewatch                |
| 684391 | 2008 SH339               | 25 settembre 2008 | Spacewatch                |
| 684392 | 2008 SV339               | 23 settembre 2008 | Spacewatch                |
| 684393 | 2008 SE340               | 22 settembre 2008 | Mount Lemmon Survey       |
| 684394 | 2008 ST340               | 28 settembre 2008 | Mount Lemmon Survey       |
| 684395 | 2008 SJ341               | 26 settembre 2008 | Spacewatch                |
| 684396 | 2008 SR341               | 22 settembre 2008 | Spacewatch                |
| 684397 | 2008 SU341               | 23 settembre 2008 | Spacewatch                |
| 684398 | 2008 SY341               | 26 settembre 2008 | Spacewatch                |
| 684399 | 2008 SE342               | 23 settembre 2008 | Spacewatch                |
| 684400 | 2008 SF342               | 24 settembre 2008 | Mount Lemmon Survey       |

## 684401–684500
| Nome   | Designazione provvisoria | Data di scoperta  | Scopritore                          |
| ------ | ------------------------ | ----------------- | ----------------------------------- |
| 684401 | 2008 SA343               | 19 settembre 2008 | Spacewatch                          |
| 684402 | 2008 SX343               | 25 settembre 2008 | Spacewatch                          |
| 684403 | 2008 SY343               | 22 settembre 2008 | Mount Lemmon Survey                 |
| 684404 | 2008 SF344               | 24 settembre 2008 | Mount Lemmon Survey                 |
| 684405 | 2008 SB349               | 23 settembre 2008 | Spacewatch                          |
| 684406 | 2008 SE350               | 24 settembre 2008 | Mount Lemmon Survey                 |
| 684407 | 2008 SA351               | 27 settembre 2008 | Mount Lemmon Survey                 |
| 684408 | 2008 SP351               | 29 settembre 2008 | Mount Lemmon Survey                 |
| 684409 | 2008 SP353               | 25 settembre 2008 | Spacewatch                          |
| 684410 | 2008 SK354               | 29 settembre 2008 | Mount Lemmon Survey                 |
| 684411 | 2008 SA355               | 23 settembre 2008 | Spacewatch                          |
| 684412 | 2008 ST355               | 29 settembre 2008 | Mount Lemmon Survey                 |
| 684413 | 2008 TQ1                 | 1 ottobre 2008    | Mount Lemmon Survey                 |
| 684414 | 2008 TM7                 | 2 settembre 2008  | Spacewatch                          |
| 684415 | 2008 TY7                 | 6 settembre 2008  | CSS                                 |
| 684416 | 2008 TR9                 | 24 settembre 2008 | CSS                                 |
| 684417 | 2008 TV10                | 10 settembre 2008 | Spacewatch                          |
| 684418 | 2008 TO12                | 21 settembre 2008 | Spacewatch                          |
| 684419 | 2008 TL15                | 2 settembre 2008  | Spacewatch                          |
| 684420 | 2008 TD17                | 7 settembre 2008  | Mount Lemmon Survey                 |
| 684421 | 2008 TV18                | 1 ottobre 2008    | Mount Lemmon Survey                 |
| 684422 | 2008 TW29                | 19 settembre 2008 | Spacewatch                          |
| 684423 | 2008 TQ31                | 1 ottobre 2008    | Spacewatch                          |
| 684424 | 2008 TL32                | 1 ottobre 2008    | Spacewatch                          |
| 684425 | 2008 TF34                | 1 ottobre 2008    | Spacewatch                          |
| 684426 | 2008 TC35                | 4 settembre 2008  | Spacewatch                          |
| 684427 | 2008 TU45                | 1 ottobre 2008    | Spacewatch                          |
| 684428 | 2008 TA49                | 5 settembre 2008  | Spacewatch                          |
| 684429 | 2008 TV54                | 9 settembre 2008  | Mount Lemmon Survey                 |
| 684430 | 2008 TK55                | 2 ottobre 2008    | Spacewatch                          |
| 684431 | 2008 TQ59                | 2 ottobre 2008    | Spacewatch                          |
| 684432 | 2008 TJ61                | 2 ottobre 2008    | Spacewatch                          |
| 684433 | 2008 TP62                | 6 settembre 2008  | Mount Lemmon Survey                 |
| 684434 | 2008 TY76                | 10 settembre 2008 | Spacewatch                          |
| 684435 | 2008 TX77                | 23 settembre 2008 | Mount Lemmon Survey                 |
| 684436 | 2008 TZ80                | 2 ottobre 2008    | Mount Lemmon Survey                 |
| 684437 | 2008 TS81                | 24 settembre 2008 | Spacewatch                          |
| 684438 | 2008 TP84                | 6 settembre 2008  | Mount Lemmon Survey                 |
| 684439 | 2008 TJ89                | 25 settembre 2008 | Spacewatch                          |
| 684440 | 2008 TZ92                | 3 settembre 2008  | Spacewatch                          |
| 684441 | 2008 TK96                | 4 settembre 2008  | Spacewatch                          |
| 684442 | 2008 TV99                | 24 settembre 2008 | Spacewatch                          |
| 684443 | 2008 TT101               | 24 settembre 2008 | Spacewatch                          |
| 684444 | 2008 TD106               | 6 ottobre 2008    | Spacewatch                          |
| 684445 | 2008 TF117               | 6 ottobre 2008    | Mount Lemmon Survey                 |
| 684446 | 2008 TD119               | 3 settembre 2008  | Spacewatch                          |
| 684447 | 2008 TM119               | 5 settembre 2008  | Spacewatch                          |
| 684448 | 2008 TJ123               | 7 ottobre 2008    | Spacewatch                          |
| 684449 | 2008 TO123               | 8 ottobre 2008    | Mount Lemmon Survey                 |
| 684450 | 2008 TY132               | 8 ottobre 2008    | Mount Lemmon Survey                 |
| 684451 | 2008 TY134               | 22 settembre 2008 | Spacewatch                          |
| 684452 | 2008 TK141               | 9 ottobre 2008    | Mount Lemmon Survey                 |
| 684453 | 2008 TL141               | 2 settembre 2008  | Spacewatch                          |
| 684454 | 2008 TK143               | 2 settembre 2008  | Spacewatch                          |
| 684455 | 2008 TK144               | 9 ottobre 2008    | Mount Lemmon Survey                 |
| 684456 | 2008 TA145               | 9 ottobre 2008    | Mount Lemmon Survey                 |
| 684457 | 2008 TE146               | 2 settembre 2008  | Spacewatch                          |
| 684458 | 2008 TP147               | 9 ottobre 2008    | Mount Lemmon Survey                 |
| 684459 | 2008 TR148               | 9 ottobre 2008    | Mount Lemmon Survey                 |
| 684460 | 2008 TJ149               | 3 settembre 2008  | Spacewatch                          |
| 684461 | 2008 TO149               | 9 ottobre 2008    | Mount Lemmon Survey                 |
| 684462 | 2008 TO155               | 9 ottobre 2008    | Mount Lemmon Survey                 |
| 684463 | 2008 TZ156               | 20 settembre 2008 | CSS                                 |
| 684464 | 2008 TX157               | 23 settembre 2008 | CSS                                 |
| 684465 | 2008 TC158               | 5 ottobre 2008    | Osservatorio astronomico di Maiorca |
| 684466 | 2008 TJ163               | 1 ottobre 2008    | Spacewatch                          |
| 684467 | 2008 TX163               | 1 ottobre 2008    | Spacewatch                          |
| 684468 | 2008 TO169               | 7 ottobre 2008    | Spacewatch                          |
| 684469 | 2008 TL173               | 2 ottobre 2008    | Mount Lemmon Survey                 |
| 684470 | 2008 TL175               | 8 ottobre 2008    | Mount Lemmon Survey                 |
| 684471 | 2008 TK177               | 10 settembre 2008 | SSS                                 |
| 684472 | 2008 TP178               | 1 ottobre 2008    | CSS                                 |
| 684473 | 2008 TQ179               | 7 dicembre 2005   | Spacewatch                          |
| 684474 | 2008 TA180               | 8 settembre 2008  | SSS                                 |
| 684475 | 2008 TA187               | 8 ottobre 2008    | Spacewatch                          |
| 684476 | 2008 TN187               | 8 ottobre 2008    | CSS                                 |
| 684477 | 2008 TV188               | 16 settembre 2003 | Spacewatch                          |
| 684478 | 2008 TD191               | 4 settembre 2008  | Spacewatch                          |
| 684479 | 2008 TJ193               | 8 ottobre 2008    | Spacewatch                          |
| 684480 | 2008 TQ193               | 10 ottobre 2008   | Mount Lemmon Survey                 |
| 684481 | 2008 TE194               | 7 ottobre 2008    | Mount Lemmon Survey                 |
| 684482 | 2008 TO194               | 6 ottobre 2012    | Pan-STARRS                          |
| 684483 | 2008 TM195               | 6 gennaio 2012    | Pan-STARRS                          |
| 684484 | 2008 TM197               | 7 ottobre 2008    | Mount Lemmon Survey                 |
| 684485 | 2008 TK198               | 8 maggio 2011     | Mount Lemmon Survey                 |
| 684486 | 2008 TS198               | 8 ottobre 2008    | Mount Lemmon Survey                 |
| 684487 | 2008 TP200               | 8 ottobre 2008    | Spacewatch                          |
| 684488 | 2008 TL201               | 8 ottobre 2008    | Spacewatch                          |
| 684489 | 2008 TO201               | 9 ottobre 2008    | Mount Lemmon Survey                 |
| 684490 | 2008 TY203               | 7 ottobre 2008    | Mount Lemmon Survey                 |
| 684491 | 2008 TA204               | 7 ottobre 2008    | Mount Lemmon Survey                 |
| 684492 | 2008 TR205               | 6 ottobre 2008    | Mount Lemmon Survey                 |
| 684493 | 2008 TF206               | 9 ottobre 2008    | Mount Lemmon Survey                 |
| 684494 | 2008 TB207               | 28 novembre 2013  | Spacewatch                          |
| 684495 | 2008 TS208               | 21 maggio 2012    | Mount Lemmon Survey                 |
| 684496 | 2008 TP211               | 4 marzo 2017      | Pan-STARRS                          |
| 684497 | 2008 TA212               | 23 settembre 2008 | Mount Lemmon Survey                 |
| 684498 | 2008 TK212               | 22 gennaio 2013   | Mount Lemmon Survey                 |
| 684499 | 2008 TJ213               | 7 ottobre 2008    | Spacewatch                          |
| 684500 | 2008 TR213               | 7 ottobre 2008    | Spacewatch                          |

## 684501–684600
| Nome   | Designazione provvisoria | Data di scoperta  | Scopritore          |
| ------ | ------------------------ | ----------------- | ------------------- |
| 684501 | 2008 TY218               | 1 ottobre 2008    | Spacewatch          |
| 684502 | 2008 TO219               | 1 ottobre 2008    | Mount Lemmon Survey |
| 684503 | 2008 TV219               | 8 ottobre 2008    | Spacewatch          |
| 684504 | 2008 TE220               | 10 ottobre 2008   | Spacewatch          |
| 684505 | 2008 TT220               | 8 ottobre 2008    | Spacewatch          |
| 684506 | 2008 TN221               | 2 ottobre 2008    | Spacewatch          |
| 684507 | 2008 TC222               | 8 ottobre 2008    | Mount Lemmon Survey |
| 684508 | 2008 TQ222               | 3 ottobre 2008    | Spacewatch          |
| 684509 | 2008 TS222               | 8 ottobre 2008    | Mount Lemmon Survey |
| 684510 | 2008 TH224               | 8 ottobre 2008    | Mount Lemmon Survey |
| 684511 | 2008 TZ224               | 10 ottobre 2008   | Mount Lemmon Survey |
| 684512 | 2008 TC225               | 10 ottobre 2008   | Spacewatch          |
| 684513 | 2008 TH226               | 7 ottobre 2008    | Mount Lemmon Survey |
| 684514 | 2008 TU228               | 9 ottobre 2008    | Mount Lemmon Survey |
| 684515 | 2008 TX230               | 10 ottobre 2008   | Spacewatch          |
| 684516 | 2008 TN231               | 3 ottobre 2008    | Mount Lemmon Survey |
| 684517 | 2008 TW231               | 8 ottobre 2008    | Mount Lemmon Survey |
| 684518 | 2008 TU232               | 10 ottobre 2008   | Spacewatch          |
| 684519 | 2008 TY232               | 9 ottobre 2008    | Mount Lemmon Survey |
| 684520 | 2008 TC233               | 10 ottobre 2008   | Mount Lemmon Survey |
| 684521 | 2008 TN233               | 8 ottobre 2008    | Mount Lemmon Survey |
| 684522 | 2008 TO233               | 3 ottobre 2008    | Mount Lemmon Survey |
| 684523 | 2008 TB234               | 9 ottobre 2008    | Mount Lemmon Survey |
| 684524 | 2008 TO236               | 15 marzo 2007     | Spacewatch          |
| 684525 | 2008 UA1                 | 20 ottobre 2008   | B. L. Stevens       |
| 684526 | 2008 UW18                | 22 settembre 2008 | Mount Lemmon Survey |
| 684527 | 2008 UA19                | 26 settembre 2008 | Spacewatch          |
| 684528 | 2008 UJ21                | 6 ottobre 2008    | Spacewatch          |
| 684529 | 2008 UN26                | 24 settembre 2008 | Spacewatch          |
| 684530 | 2008 UZ40                | 20 ottobre 2008   | Spacewatch          |
| 684531 | 2008 UT43                | 20 ottobre 2008   | Mount Lemmon Survey |
| 684532 | 2008 UW47                | 22 settembre 2008 | Mount Lemmon Survey |
| 684533 | 2008 UD70                | 21 ottobre 2008   | Mount Lemmon Survey |
| 684534 | 2008 UT72                | 21 ottobre 2008   | Mount Lemmon Survey |
| 684535 | 2008 UV72                | 21 ottobre 2008   | Spacewatch          |
| 684536 | 2008 UA74                | 21 ottobre 2008   | Spacewatch          |
| 684537 | 2008 UV79                | 29 settembre 2008 | Mount Lemmon Survey |
| 684538 | 2008 UF80                | 22 ottobre 2008   | Spacewatch          |
| 684539 | 2008 UZ80                | 22 ottobre 2008   | Mount Lemmon Survey |
| 684540 | 2008 UG83                | 22 ottobre 2008   | Mount Lemmon Survey |
| 684541 | 2008 UL85                | 9 settembre 2008  | Mount Lemmon Survey |
| 684542 | 2008 US85                | 23 ottobre 2008   | Mount Lemmon Survey |
| 684543 | 2008 UH86                | 23 ottobre 2008   | Spacewatch          |
| 684544 | 2008 UF96                | 24 settembre 2008 | Mount Lemmon Survey |
| 684545 | 2008 UN97                | 29 ottobre 2008   | Mount Lemmon Survey |
| 684546 | 2008 UP99                | 30 ottobre 2008   | Mount Lemmon Survey |
| 684547 | 2008 UE104               | 20 ottobre 2008   | Mount Lemmon Survey |
| 684548 | 2008 UK105               | 20 ottobre 2008   | Mount Lemmon Survey |
| 684549 | 2008 UL107               | 18 aprile 2007    | Spacewatch          |
| 684550 | 2008 UN107               | 8 ottobre 2008    | CSS                 |
| 684551 | 2008 UE108               | 7 ottobre 2008    | Mount Lemmon Survey |
| 684552 | 2008 UW111               | 24 settembre 2008 | Spacewatch          |
| 684553 | 2008 UF114               | 22 ottobre 2008   | Spacewatch          |
| 684554 | 2008 UZ117               | 22 ottobre 2008   | Spacewatch          |
| 684555 | 2008 UF119               | 22 ottobre 2008   | Spacewatch          |
| 684556 | 2008 UF121               | 22 ottobre 2008   | Spacewatch          |
| 684557 | 2008 UO121               | 22 ottobre 2008   | Spacewatch          |
| 684558 | 2008 UO123               | 22 ottobre 2008   | Spacewatch          |
| 684559 | 2008 UJ129               | 1 ottobre 2008    | Mount Lemmon Survey |
| 684560 | 2008 UO131               | 23 ottobre 2008   | Spacewatch          |
| 684561 | 2008 UY133               | 23 ottobre 2008   | Spacewatch          |
| 684562 | 2008 UV150               | 23 ottobre 2008   | Mount Lemmon Survey |
| 684563 | 2008 UW151               | 23 ottobre 2008   | Mount Lemmon Survey |
| 684564 | 2008 US155               | 23 ottobre 2008   | Mount Lemmon Survey |
| 684565 | 2008 UT157               | 23 ottobre 2008   | Mount Lemmon Survey |
| 684566 | 2008 UC160               | 14 maggio 2005    | Mount Lemmon Survey |
| 684567 | 2008 UR162               | 10 ottobre 2008   | Mount Lemmon Survey |
| 684568 | 2008 UZ165               | 20 ottobre 2008   | Spacewatch          |
| 684569 | 2008 UO168               | 24 ottobre 2008   | Spacewatch          |
| 684570 | 2008 UL173               | 2 ottobre 2008    | Mount Lemmon Survey |
| 684571 | 2008 UA176               | 24 ottobre 2008   | Mount Lemmon Survey |
| 684572 | 2008 UB181               | 3 ottobre 2008    | Mount Lemmon Survey |
| 684573 | 2008 UM183               | 2 ottobre 2008    | Spacewatch          |
| 684574 | 2008 UT192               | 23 settembre 2008 | Spacewatch          |
| 684575 | 2008 UW192               | 25 agosto 2003    | Cerro Tololo Obs.   |
| 684576 | 2008 UK196               | 27 ottobre 2008   | Spacewatch          |
| 684577 | 2008 UP206               | 4 ottobre 2008    | Mount Lemmon Survey |
| 684578 | 2008 UW206               | 9 giugno 2008     | Spacewatch          |
| 684579 | 2008 UZ209               | 23 ottobre 2008   | Spacewatch          |
| 684580 | 2008 UG215               | 13 settembre 2002 | NEAT                |
| 684581 | 2008 UV215               | 24 ottobre 2008   | Spacewatch          |
| 684582 | 2008 UW216               | 2 settembre 2008  | Spacewatch          |
| 684583 | 2008 UH218               | 21 ottobre 2008   | Spacewatch          |
| 684584 | 2008 UG219               | 25 ottobre 2008   | Spacewatch          |
| 684585 | 2008 UH222               | 25 ottobre 2008   | Spacewatch          |
| 684586 | 2008 UT224               | 25 ottobre 2008   | Spacewatch          |
| 684587 | 2008 UP225               | 25 ottobre 2008   | Spacewatch          |
| 684588 | 2008 UB228               | 25 ottobre 2008   | Mount Lemmon Survey |
| 684589 | 2008 UB233               | 30 novembre 2005  | Mount Lemmon Survey |
| 684590 | 2008 UE233               | 26 ottobre 2008   | Mount Lemmon Survey |
| 684591 | 2008 UZ236               | 26 ottobre 2008   | Spacewatch          |
| 684592 | 2008 UM242               | 26 ottobre 2008   | Spacewatch          |
| 684593 | 2008 UY245               | 26 ottobre 2008   | Spacewatch          |
| 684594 | 2008 UF248               | 26 ottobre 2008   | Spacewatch          |
| 684595 | 2008 UF250               | 27 ottobre 2008   | Spacewatch          |
| 684596 | 2008 UO250               | 22 settembre 2008 | Mount Lemmon Survey |
| 684597 | 2008 UD251               | 20 luglio 2002    | NEAT                |
| 684598 | 2008 UE253               | 3 ottobre 2008    | Mount Lemmon Survey |
| 684599 | 2008 UL260               | 27 ottobre 2008   | Mount Lemmon Survey |
| 684600 | 2008 UK261               | 9 ottobre 2008    | Mount Lemmon Survey |

## 684601–684700
| Nome   | Designazione provvisoria | Data di scoperta  | Scopritore                |
| ------ | ------------------------ | ----------------- | ------------------------- |
| 684601 | 2008 UL262               | 27 ottobre 2008   | Spacewatch                |
| 684602 | 2008 UM262               | 27 ottobre 2008   | Spacewatch                |
| 684603 | 2008 UN265               | 28 ottobre 2008   | Spacewatch                |
| 684604 | 2008 UG266               | 9 ottobre 2008    | Spacewatch                |
| 684605 | 2008 UR269               | 20 ottobre 2008   | Spacewatch                |
| 684606 | 2008 US270               | 28 ottobre 2008   | Spacewatch                |
| 684607 | 2008 UM271               | 28 ottobre 2008   | Spacewatch                |
| 684608 | 2008 UN272               | 28 ottobre 2008   | Mount Lemmon Survey       |
| 684609 | 2008 UE273               | 19 novembre 2003  | Spacewatch                |
| 684610 | 2008 UC274               | 28 ottobre 2008   | Spacewatch                |
| 684611 | 2008 UG276               | 25 ottobre 2003   | Spacewatch                |
| 684612 | 2008 UC279               | 16 marzo 2005     | Mount Lemmon Survey       |
| 684613 | 2008 UW280               | 11 settembre 2002 | NEAT                      |
| 684614 | 2008 UA284               | 25 settembre 2008 | Spacewatch                |
| 684615 | 2008 UL287               | 28 ottobre 2008   | Mount Lemmon Survey       |
| 684616 | 2008 UW293               | 28 settembre 2008 | Mount Lemmon Survey       |
| 684617 | 2008 UK294               | 29 ottobre 2008   | Spacewatch                |
| 684618 | 2008 UD301               | 21 ottobre 2008   | Spacewatch                |
| 684619 | 2008 UK311               | 30 ottobre 2008   | Spacewatch                |
| 684620 | 2008 UY311               | 30 ottobre 2008   | Spacewatch                |
| 684621 | 2008 UN318               | 10 ottobre 2008   | Mount Lemmon Survey       |
| 684622 | 2008 UG326               | 7 gennaio 2016    | Pan-STARRS                |
| 684623 | 2008 UD329               | 29 settembre 2008 | Mount Lemmon Survey       |
| 684624 | 2008 UE329               | 30 ottobre 2008   | Mount Lemmon Survey       |
| 684625 | 2008 UA330               | 31 ottobre 2008   | Spacewatch                |
| 684626 | 2008 UO330               | 23 ottobre 2008   | Spacewatch                |
| 684627 | 2008 UD331               | 10 novembre 2004  | Spacewatch                |
| 684628 | 2008 UP340               | 24 ottobre 2008   | Spacewatch                |
| 684629 | 2008 UX350               | 24 ottobre 2008   | Spacewatch                |
| 684630 | 2008 UY350               | 30 novembre 2003  | Spacewatch                |
| 684631 | 2008 UH356               | 22 ottobre 2008   | Spacewatch                |
| 684632 | 2008 UD359               | 31 luglio 2000    | M. W. Buie, S. D. Kern    |
| 684633 | 2008 UE363               | 1 ottobre 2008    | CSS                       |
| 684634 | 2008 UD365               | 19 settembre 1995 | Spacewatch                |
| 684635 | 2008 UZ365               | 24 ottobre 2008   | CSS                       |
| 684636 | 2008 UC366               | 8 ottobre 2008    | Mount Lemmon Survey       |
| 684637 | 2008 UA367               | 24 ottobre 2008   | LINEAR                    |
| 684638 | 2008 UE375               | 23 settembre 2008 | Spacewatch                |
| 684639 | 2008 UJ375               | 4 maggio 2005     | Osservatorio di Mauna Kea |
| 684640 | 2008 UU375               | 28 ottobre 2008   | Spacewatch                |
| 684641 | 2008 UD377               | 25 ottobre 2008   | CSS                       |
| 684642 | 2008 UX377               | 14 maggio 2001    | Spacewatch                |
| 684643 | 2008 UZ377               | 26 settembre 2017 | Pan-STARRS                |
| 684644 | 2008 UK379               | 25 ottobre 2008   | Mount Lemmon Survey       |
| 684645 | 2008 UH380               | 25 ottobre 2008   | Mount Lemmon Survey       |
| 684646 | 2008 UF381               | 1 aprile 2011     | Spacewatch                |
| 684647 | 2008 UT381               | 17 marzo 2015     | Pan-STARRS                |
| 684648 | 2008 UQ382               | 17 febbraio 2010  | Mount Lemmon Survey       |
| 684649 | 2008 UU382               | 8 giugno 2016     | Pan-STARRS                |
| 684650 | 2008 UF384               | 3 ottobre 2008    | Spacewatch                |
| 684651 | 2008 UN384               | 22 ottobre 2008   | Spacewatch                |
| 684652 | 2008 UR384               | 21 ottobre 2008   | Spacewatch                |
| 684653 | 2008 UX386               | 27 maggio 2012    | Mount Lemmon Survey       |
| 684654 | 2008 UK388               | 6 dicembre 2013   | Pan-STARRS                |
| 684655 | 2008 UT388               | 3 giugno 2016     | Pan-STARRS                |
| 684656 | 2008 UE389               | 27 ottobre 2008   | Spacewatch                |
| 684657 | 2008 UJ389               | 21 maggio 2017    | Pan-STARRS                |
| 684658 | 2008 UT391               | 26 settembre 2017 | Pan-STARRS                |
| 684659 | 2008 UD392               | 28 novembre 2013  | Mount Lemmon Survey       |
| 684660 | 2008 UN392               | 9 gennaio 2016    | Pan-STARRS                |
| 684661 | 2008 UQ395               | 9 marzo 2011      | Mount Lemmon Survey       |
| 684662 | 2008 UD397               | 13 ottobre 2017   | Mount Lemmon Survey       |
| 684663 | 2008 UV397               | 24 ottobre 2008   | Spacewatch                |
| 684664 | 2008 UD398               | 28 ottobre 2008   | Spacewatch                |
| 684665 | 2008 UZ400               | 14 febbraio 2010  | Mount Lemmon Survey       |
| 684666 | 2008 UP401               | 7 luglio 2016     | Pan-STARRS                |
| 684667 | 2008 UF403               | 30 ottobre 2008   | Mount Lemmon Survey       |
| 684668 | 2008 UO406               | 20 ottobre 2008   | Mount Lemmon Survey       |
| 684669 | 2008 UD409               | 27 ottobre 2008   | Mount Lemmon Survey       |
| 684670 | 2008 UW409               | 27 ottobre 2008   | Spacewatch                |
| 684671 | 2008 UD412               | 27 ottobre 2008   | Mount Lemmon Survey       |
| 684672 | 2008 UT413               | 29 ottobre 2008   | Mount Lemmon Survey       |
| 684673 | 2008 UG418               | 26 ottobre 2008   | Mount Lemmon Survey       |
| 684674 | 2008 UJ419               | 30 ottobre 2008   | Mount Lemmon Survey       |
| 684675 | 2008 UM419               | 28 ottobre 2008   | Spacewatch                |
| 684676 | 2008 UP419               | 27 ottobre 2008   | Mount Lemmon Survey       |
| 684677 | 2008 UX421               | 25 ottobre 2008   | Spacewatch                |
| 684678 | 2008 VQ                  | 26 ottobre 2008   | Mount Lemmon Survey       |
| 684679 | 2008 VJ6                 | 25 ottobre 2008   | Spacewatch                |
| 684680 | 2008 VB8                 | 29 settembre 2008 | Mount Lemmon Survey       |
| 684681 | 2008 VJ10                | 2 novembre 2008   | Spacewatch                |
| 684682 | 2008 VF16                | 1 novembre 2008   | Spacewatch                |
| 684683 | 2008 VA21                | 6 ottobre 2008    | Mount Lemmon Survey       |
| 684684 | 2008 VH23                | 1 novembre 2008   | Spacewatch                |
| 684685 | 2008 VG25                | 2 novembre 2008   | Spacewatch                |
| 684686 | 2008 VS32                | 2 novembre 2008   | Mount Lemmon Survey       |
| 684687 | 2008 VW40                | 3 novembre 2008   | Spacewatch                |
| 684688 | 2008 VS47                | 3 novembre 2008   | Mount Lemmon Survey       |
| 684689 | 2008 VO60                | 7 novembre 2008   | Mount Lemmon Survey       |
| 684690 | 2008 VM63                | 8 novembre 2008   | Spacewatch                |
| 684691 | 2008 VU69                | 2 novembre 2008   | Spacewatch                |
| 684692 | 2008 VB71                | 9 novembre 2008   | Spacewatch                |
| 684693 | 2008 VT78                | 8 novembre 2008   | Mount Lemmon Survey       |
| 684694 | 2008 VL81                | 10 marzo 2005     | Mount Lemmon Survey       |
| 684695 | 2008 VG82                | 6 novembre 2008   | Mount Lemmon Survey       |
| 684696 | 2008 VK82                | 1 novembre 2008   | Mount Lemmon Survey       |
| 684697 | 2008 VU83                | 1 aprile 2015     | Pan-STARRS                |
| 684698 | 2008 VT84                | 9 novembre 2008   | Spacewatch                |
| 684699 | 2008 VY84                | 30 aprile 2011    | Pan-STARRS                |
| 684700 | 2008 VQ85                | 7 novembre 2008   | Mount Lemmon Survey       |

## 684701–684800
| Nome   | Designazione provvisoria | Data di scoperta  | Scopritore          |
| ------ | ------------------------ | ----------------- | ------------------- |
| 684701 | 2008 VY85                | 10 aprile 2014    | Pan-STARRS          |
| 684702 | 2008 VF86                | 24 dicembre 2013  | Mount Lemmon Survey |
| 684703 | 2008 VH86                | 7 giugno 2016     | Pan-STARRS          |
| 684704 | 2008 VF87                | 13 maggio 2007    | Spacewatch          |
| 684705 | 2008 VC89                | 7 novembre 2008   | CSS                 |
| 684706 | 2008 VG89                | 4 febbraio 2016   | Pan-STARRS          |
| 684707 | 2008 VK89                | 8 novembre 2008   | Spacewatch          |
| 684708 | 2008 VX89                | 6 settembre 2013  | Mount Lemmon Survey |
| 684709 | 2008 VM92                | 2 novembre 2008   | Mount Lemmon Survey |
| 684710 | 2008 VZ94                | 3 ottobre 2014    | Mount Lemmon Survey |
| 684711 | 2008 VK95                | 21 ottobre 2017   | Mount Lemmon Survey |
| 684712 | 2008 VU96                | 1 novembre 2008   | Mount Lemmon Survey |
| 684713 | 2008 VM99                | 1 novembre 2008   | Mount Lemmon Survey |
| 684714 | 2008 VO99                | 3 novembre 2008   | Spacewatch          |
| 684715 | 2008 VH100               | 2 novembre 2008   | Spacewatch          |
| 684716 | 2008 VP102               | 7 novembre 2008   | Mount Lemmon Survey |
| 684717 | 2008 VT105               | 9 novembre 2008   | Spacewatch          |
| 684718 | 2008 VE106               | 6 novembre 2008   | Spacewatch          |
| 684719 | 2008 VP106               | 1 novembre 2008   | Mount Lemmon Survey |
| 684720 | 2008 VH107               | 6 settembre 2008  | CSS                 |
| 684721 | 2008 VC109               | 1 novembre 2008   | Mount Lemmon Survey |
| 684722 | 2008 WZ4                 | 1 ottobre 2008    | Mount Lemmon Survey |
| 684723 | 2008 WE6                 | 28 settembre 2008 | Mount Lemmon Survey |
| 684724 | 2008 WN6                 | 17 novembre 2008  | Spacewatch          |
| 684725 | 2008 WT6                 | 1 ottobre 2008    | Mount Lemmon Survey |
| 684726 | 2008 WZ6                 | 17 novembre 2008  | Spacewatch          |
| 684727 | 2008 WP15                | 7 ottobre 2008    | Spacewatch          |
| 684728 | 2008 WZ15                | 15 settembre 2004 | Spacewatch          |
| 684729 | 2008 WE18                | 17 novembre 2008  | Spacewatch          |
| 684730 | 2008 WO21                | 17 novembre 2008  | Spacewatch          |
| 684731 | 2008 WM22                | 4 settembre 2003  | Spacewatch          |
| 684732 | 2008 WJ26                | 19 novembre 2008  | Spacewatch          |
| 684733 | 2008 WW28                | 27 ottobre 2008   | Mount Lemmon Survey |
| 684734 | 2008 WO29                | 19 novembre 2008  | Spacewatch          |
| 684735 | 2008 WS34                | 20 ottobre 2008   | Spacewatch          |
| 684736 | 2008 WW34                | 28 ottobre 2008   | Mount Lemmon Survey |
| 684737 | 2008 WQ40                | 9 novembre 2008   | Spacewatch          |
| 684738 | 2008 WA41                | 10 marzo 2005     | Mount Lemmon Survey |
| 684739 | 2008 WZ42                | 17 novembre 2008  | Spacewatch          |
| 684740 | 2008 WH49                | 18 novembre 2008  | Spacewatch          |
| 684741 | 2008 WX50                | 18 novembre 2008  | Spacewatch          |
| 684742 | 2008 WZ50                | 18 novembre 2008  | Spacewatch          |
| 684743 | 2008 WR52                | 24 ottobre 2008   | W. Bickel           |
| 684744 | 2008 WV52                | 19 novembre 2008  | Spacewatch          |
| 684745 | 2008 WJ57                | 20 novembre 2008  | Mount Lemmon Survey |
| 684746 | 2008 WK58                | 2 maggio 2006     | Mount Lemmon Survey |
| 684747 | 2008 WT63                | 23 novembre 2008  | L. A. Molnar        |
| 684748 | 2008 WU68                | 18 novembre 2008  | Spacewatch          |
| 684749 | 2008 WK72                | 24 settembre 2008 | Mount Lemmon Survey |
| 684750 | 2008 WZ74                | 8 maggio 2002     | Spacewatch          |
| 684751 | 2008 WY76                | 20 novembre 2008  | Spacewatch          |
| 684752 | 2008 WR77                | 20 novembre 2008  | Spacewatch          |
| 684753 | 2008 WA79                | 25 ottobre 2008   | Mount Lemmon Survey |
| 684754 | 2008 WA81                | 7 novembre 2008   | Mount Lemmon Survey |
| 684755 | 2008 WE87                | 1 ottobre 2008    | Spacewatch          |
| 684756 | 2008 WQ100               | 17 settembre 2004 | Spacewatch          |
| 684757 | 2008 WY100               | 9 novembre 2008   | Mount Lemmon Survey |
| 684758 | 2008 WM104               | 30 novembre 2008  | Mount Lemmon Survey |
| 684759 | 2008 WC107               | 13 dicembre 2004  | Spacewatch          |
| 684760 | 2008 WR115               | 30 novembre 2008  | Spacewatch          |
| 684761 | 2008 WU116               | 30 novembre 2008  | Spacewatch          |
| 684762 | 2008 WK118               | 30 ottobre 2008   | Spacewatch          |
| 684763 | 2008 WT119               | 30 novembre 2008  | Mount Lemmon Survey |
| 684764 | 2008 WF120               | 30 novembre 2008  | Spacewatch          |
| 684765 | 2008 WU127               | 20 novembre 2008  | Spacewatch          |
| 684766 | 2008 WP134               | 22 novembre 2008  | Mount Lemmon Survey |
| 684767 | 2008 WP141               | 22 novembre 2008  | Mount Lemmon Survey |
| 684768 | 2008 WL143               | 16 settembre 2003 | Spacewatch          |
| 684769 | 2008 WV143               | 21 novembre 2008  | Spacewatch          |
| 684770 | 2008 WZ143               | 18 novembre 2008  | Spacewatch          |
| 684771 | 2008 WO144               | 29 agosto 2011    | SSS                 |
| 684772 | 2008 WJ145               | 17 gennaio 2013   | Pan-STARRS          |
| 684773 | 2008 WV145               | 6 novembre 2012   | Mount Lemmon Survey |
| 684774 | 2008 WE146               | 9 ottobre 2012    | Mount Lemmon Survey |
| 684775 | 2008 WO146               | 19 novembre 2008  | Mount Lemmon Survey |
| 684776 | 2008 WP148               | 24 novembre 2008  | Mount Lemmon Survey |
| 684777 | 2008 WS148               | 30 novembre 2008  | Mount Lemmon Survey |
| 684778 | 2008 WB149               | 9 settembre 2013  | Pan-STARRS          |
| 684779 | 2008 WQ150               | 19 giugno 2015    | Pan-STARRS          |
| 684780 | 2008 WQ151               | 21 novembre 2008  | Mount Lemmon Survey |
| 684781 | 2008 WW152               | 3 ottobre 2014    | Mount Lemmon Survey |
| 684782 | 2008 WZ152               | 1 agosto 2016     | Pan-STARRS          |
| 684783 | 2008 WT155               | 11 novembre 1996  | Spacewatch          |
| 684784 | 2008 WF156               | 24 novembre 2008  | Mount Lemmon Survey |
| 684785 | 2008 WD157               | 19 novembre 2008  | Spacewatch          |
| 684786 | 2008 WU157               | 20 novembre 2008  | Spacewatch          |
| 684787 | 2008 WJ158               | 20 novembre 2008  | Spacewatch          |
| 684788 | 2008 WZ158               | 19 novembre 2008  | Spacewatch          |
| 684789 | 2008 WO159               | 21 novembre 2008  | Mount Lemmon Survey |
| 684790 | 2008 WM161               | 19 novembre 2008  | Mount Lemmon Survey |
| 684791 | 2008 WN162               | 18 novembre 2008  | Spacewatch          |
| 684792 | 2008 WU163               | 18 novembre 2008  | Spacewatch          |
| 684793 | 2008 WL164               | 22 novembre 2008  | Spacewatch          |
| 684794 | 2008 WQ164               | 19 novembre 2008  | Spacewatch          |
| 684795 | 2008 XM6                 | 23 novembre 2008  | CSS                 |
| 684796 | 2008 XN8                 | 18 settembre 2003 | Spacewatch          |
| 684797 | 2008 XQ23                | 4 dicembre 2008   | Mount Lemmon Survey |
| 684798 | 2008 XW25                | 7 settembre 2008  | Mount Lemmon Survey |
| 684799 | 2008 XL27                | 4 dicembre 2008   | Mount Lemmon Survey |
| 684800 | 2008 XU27                | 4 dicembre 2008   | Mount Lemmon Survey |

## 684801–684900
| Nome   | Designazione provvisoria | Data di scoperta  | Scopritore               |
| ------ | ------------------------ | ----------------- | ------------------------ |
| 684801 | 2008 XE33                | 2 dicembre 2008   | Spacewatch               |
| 684802 | 2008 XM37                | 19 novembre 2008  | Mount Lemmon Survey      |
| 684803 | 2008 XB39                | 2 dicembre 2008   | Spacewatch               |
| 684804 | 2008 XT45                | 25 ottobre 2008   | Spacewatch               |
| 684805 | 2008 XY45                | 4 dicembre 2008   | Mount Lemmon Survey      |
| 684806 | 2008 XH46                | 7 novembre 2008   | Mount Lemmon Survey      |
| 684807 | 2008 XP51                | 4 dicembre 2008   | Spacewatch               |
| 684808 | 2008 XA52                | 28 ottobre 2008   | Spacewatch               |
| 684809 | 2008 XT58                | 1 dicembre 2008   | Spacewatch               |
| 684810 | 2008 XM60                | 7 agosto 2016     | Pan-STARRS               |
| 684811 | 2008 XJ61                | 2 dicembre 2008   | Spacewatch               |
| 684812 | 2008 XN61                | 28 aprile 2011    | Pan-STARRS               |
| 684813 | 2008 XE62                | 16 ottobre 2012   | Mount Lemmon Survey      |
| 684814 | 2008 XL62                | 18 aprile 2015    | CTIO-DECam               |
| 684815 | 2008 XB63                | 4 gennaio 2014    | Mount Lemmon Survey      |
| 684816 | 2008 XE63                | 3 dicembre 2008   | Mount Lemmon Survey      |
| 684817 | 2008 XT63                | 5 dicembre 2008   | Spacewatch               |
| 684818 | 2008 XD65                | 21 novembre 2014  | Pan-STARRS               |
| 684819 | 2008 XK65                | 26 settembre 2011 | Pan-STARRS               |
| 684820 | 2008 XS65                | 1 dicembre 2008   | Spacewatch               |
| 684821 | 2008 XV66                | 4 dicembre 2008   | Mount Lemmon Survey      |
| 684822 | 2008 XJ68                | 4 dicembre 2008   | Spacewatch               |
| 684823 | 2008 YW3                 | 21 dicembre 2008  | C. Rinner, F. Kugel      |
| 684824 | 2008 YU4                 | 22 dicembre 2008  | C. Rinner, F. Kugel      |
| 684825 | 2008 YU7                 | 19 novembre 2008  | Spacewatch               |
| 684826 | 2008 YG9                 | 23 dicembre 2008  | G. Muler                 |
| 684827 | 2008 YR9                 | 7 novembre 2008   | L. Elenin                |
| 684828 | 2008 YP10                | 27 ottobre 2008   | Spacewatch               |
| 684829 | 2008 YW14                | 1 dicembre 2008   | Spacewatch               |
| 684830 | 2008 YQ16                | 21 dicembre 2008  | Mount Lemmon Survey      |
| 684831 | 2008 YO20                | 21 dicembre 2008  | Mount Lemmon Survey      |
| 684832 | 2008 YP20                | 21 dicembre 2008  | Mount Lemmon Survey      |
| 684833 | 2008 YB25                | 30 dicembre 2008  | Spacewatch               |
| 684834 | 2008 YG31                | 24 dicembre 2008  | Shandong University Obs. |
| 684835 | 2008 YW36                | 22 dicembre 2008  | Spacewatch               |
| 684836 | 2008 YX36                | 22 dicembre 2008  | Spacewatch               |
| 684837 | 2008 YM39                | 29 dicembre 2008  | Mount Lemmon Survey      |
| 684838 | 2008 YU39                | 10 settembre 2007 | Mount Lemmon Survey      |
| 684839 | 2008 YK41                | 29 dicembre 2008  | Spacewatch               |
| 684840 | 2008 YK42                | 29 dicembre 2008  | Spacewatch               |
| 684841 | 2008 YF44                | 2 febbraio 1995   | Spacewatch               |
| 684842 | 2008 YN45                | 29 dicembre 2008  | Mount Lemmon Survey      |
| 684843 | 2008 YV46                | 10 ottobre 2007   | Mount Lemmon Survey      |
| 684844 | 2008 YJ47                | 4 dicembre 2008   | Mount Lemmon Survey      |
| 684845 | 2008 YT52                | 29 dicembre 2008  | Mount Lemmon Survey      |
| 684846 | 2008 YS55                | 7 novembre 2008   | Mount Lemmon Survey      |
| 684847 | 2008 YX57                | 30 dicembre 2008  | Spacewatch               |
| 684848 | 2008 YH59                | 30 dicembre 2008  | Spacewatch               |
| 684849 | 2008 YK59                | 30 dicembre 2008  | Spacewatch               |
| 684850 | 2008 YA62                | 24 agosto 2007    | Spacewatch               |
| 684851 | 2008 YO62                | 30 dicembre 2008  | Mount Lemmon Survey      |
| 684852 | 2008 YE63                | 30 dicembre 2008  | Mount Lemmon Survey      |
| 684853 | 2008 YV64                | 30 dicembre 2008  | Mount Lemmon Survey      |
| 684854 | 2008 YX66                | 1 dicembre 2008   | Spacewatch               |
| 684855 | 2008 YO67                | 30 dicembre 2008  | Mount Lemmon Survey      |
| 684856 | 2008 YB68                | 30 dicembre 2008  | Mount Lemmon Survey      |
| 684857 | 2008 YT69                | 29 dicembre 2008  | Mount Lemmon Survey      |
| 684858 | 2008 YA70                | 29 dicembre 2008  | Mount Lemmon Survey      |
| 684859 | 2008 YT72                | 4 settembre 2007  | Mount Lemmon Survey      |
| 684860 | 2008 YO74                | 22 dicembre 2008  | Spacewatch               |
| 684861 | 2008 YZ78                | 12 settembre 2007 | Mount Lemmon Survey      |
| 684862 | 2008 YW80                | 10 marzo 2005     | M. Ory                   |
| 684863 | 2008 YT81                | 31 dicembre 2008  | Spacewatch               |
| 684864 | 2008 YV82                | 13 luglio 2015    | Pan-STARRS               |
| 684865 | 2008 YQ83                | 10 ottobre 2012   | Pan-STARRS               |
| 684866 | 2008 YB85                | 27 dicembre 2008  | W. Bickel                |
| 684867 | 2008 YV85                | 29 dicembre 2008  | Spacewatch               |
| 684868 | 2008 YJ87                | 29 dicembre 2008  | Spacewatch               |
| 684869 | 2008 YR103               | 21 dicembre 2008  | Mount Lemmon Survey      |
| 684870 | 2008 YW104               | 21 dicembre 2008  | Mount Lemmon Survey      |
| 684871 | 2008 YP110               | 25 maggio 2006    | Spacewatch               |
| 684872 | 2008 YX112               | 31 dicembre 2008  | Spacewatch               |
| 684873 | 2008 YX114               | 21 dicembre 2008  | Spacewatch               |
| 684874 | 2008 YA115               | 21 dicembre 2008  | Spacewatch               |
| 684875 | 2008 YV116               | 29 dicembre 2008  | Spacewatch               |
| 684876 | 2008 YQ120               | 30 dicembre 2008  | Spacewatch               |
| 684877 | 2008 YN129               | 31 dicembre 2008  | Spacewatch               |
| 684878 | 2008 YF130               | 31 dicembre 2008  | Spacewatch               |
| 684879 | 2008 YP130               | 15 settembre 2007 | Mount Lemmon Survey      |
| 684880 | 2008 YX130               | 2 febbraio 2005   | CSS                      |
| 684881 | 2008 YC131               | 31 dicembre 2008  | Mount Lemmon Survey      |
| 684882 | 2008 YH132               | 31 dicembre 2008  | Spacewatch               |
| 684883 | 2008 YA133               | 29 dicembre 2008  | Mount Lemmon Survey      |
| 684884 | 2008 YN138               | 30 dicembre 2008  | Spacewatch               |
| 684885 | 2008 YL144               | 30 dicembre 2008  | Spacewatch               |
| 684886 | 2008 YU144               | 30 dicembre 2008  | Spacewatch               |
| 684887 | 2008 YR152               | 30 dicembre 2008  | Spacewatch               |
| 684888 | 2008 YJ158               | 31 dicembre 2008  | Spacewatch               |
| 684889 | 2008 YS162               | 22 dicembre 2008  | Spacewatch               |
| 684890 | 2008 YE164               | 21 dicembre 2008  | Spacewatch               |
| 684891 | 2008 YJ169               | 29 dicembre 2008  | Mount Lemmon Survey      |
| 684892 | 2008 YR174               | 20 aprile 2015    | Pan-STARRS               |
| 684893 | 2008 YP175               | 29 dicembre 2008  | Mount Lemmon Survey      |
| 684894 | 2008 YZ175               | 30 dicembre 2008  | Mount Lemmon Survey      |
| 684895 | 2008 YG176               | 25 ottobre 2013   | Mount Lemmon Survey      |
| 684896 | 2008 YM176               | 23 novembre 2012  | Spacewatch               |
| 684897 | 2008 YQ176               | 8 ottobre 2012    | Spacewatch               |
| 684898 | 2008 YY176               | 24 febbraio 2014  | Pan-STARRS               |
| 684899 | 2008 YU177               | 9 aprile 2010     | Mount Lemmon Survey      |
| 684900 | 2008 YW177               | 31 dicembre 2008  | Spacewatch               |

## 684901–685000
| Nome   | Designazione provvisoria | Data di scoperta  | Scopritore          |
| ------ | ------------------------ | ----------------- | ------------------- |
| 684901 | 2008 YV179               | 22 dicembre 2008  | Spacewatch          |
| 684902 | 2008 YG182               | 22 dicembre 2008  | Spacewatch          |
| 684903 | 2008 YN182               | 9 novembre 1996   | Spacewatch          |
| 684904 | 2008 YQ182               | 16 settembre 2012 | Mount Lemmon Survey |
| 684905 | 2008 YL188               | 29 dicembre 2008  | Spacewatch          |
| 684906 | 2008 YZ191               | 23 dicembre 2008  | F. Hormuth          |
| 684907 | 2008 YL192               | 30 dicembre 2008  | Mount Lemmon Survey |
| 684908 | 2008 YC194               | 21 dicembre 2008  | Mount Lemmon Survey |
| 684909 | 2008 YP194               | 29 dicembre 2008  | Spacewatch          |
| 684910 | 2008 YG197               | 9 ottobre 2007    | Mount Lemmon Survey |
| 684911 | 2009 AW2                 | 14 febbraio 2005  | Spacewatch          |
| 684912 | 2009 AS3                 | 30 dicembre 2008  | Mount Lemmon Survey |
| 684913 | 2009 AR8                 | 13 settembre 2007 | Mount Lemmon Survey |
| 684914 | 2009 AQ10                | 2 gennaio 2009    | Mount Lemmon Survey |
| 684915 | 2009 AU10                | 22 dicembre 2008  | Spacewatch          |
| 684916 | 2009 AV10                | 4 dicembre 2008   | Mount Lemmon Survey |
| 684917 | 2009 AX13                | 2 gennaio 2009    | Mount Lemmon Survey |
| 684918 | 2009 AK14                | 13 settembre 2007 | Spacewatch          |
| 684919 | 2009 AZ15                | 31 dicembre 2008  | CSS                 |
| 684920 | 2009 AT17                | 21 dicembre 2008  | Spacewatch          |
| 684921 | 2009 AJ18                | 21 dicembre 2008  | Mount Lemmon Survey |
| 684922 | 2009 AT19                | 2 gennaio 2009    | Mount Lemmon Survey |
| 684923 | 2009 AV23                | 30 dicembre 2008  | Spacewatch          |
| 684924 | 2009 AP29                | 23 novembre 2008  | Spacewatch          |
| 684925 | 2009 AG30                | 4 dicembre 2008   | Mount Lemmon Survey |
| 684926 | 2009 AV34                | 20 dicembre 2004  | Mount Lemmon Survey |
| 684927 | 2009 AW36                | 16 maggio 2005    | Mount Lemmon Survey |
| 684928 | 2009 AX37                | 10 ottobre 2007   | Mount Lemmon Survey |
| 684929 | 2009 AY37                | 15 gennaio 2009   | Spacewatch          |
| 684930 | 2009 AN38                | 15 gennaio 2009   | Spacewatch          |
| 684931 | 2009 AW38                | 15 gennaio 2009   | Spacewatch          |
| 684932 | 2009 AG52                | 1 gennaio 2009    | Spacewatch          |
| 684933 | 2009 AR52                | 15 gennaio 2009   | Spacewatch          |
| 684934 | 2009 AZ52                | 1 gennaio 2009    | Spacewatch          |
| 684935 | 2009 AD53                | 2 gennaio 2009    | Spacewatch          |
| 684936 | 2009 AQ53                | 1 maggio 2011     | Pan-STARRS          |
| 684937 | 2009 AR53                | 1 gennaio 2009    | Spacewatch          |
| 684938 | 2009 AW53                | 3 gennaio 2009    | Mount Lemmon Survey |
| 684939 | 2009 AB54                | 26 novembre 2012  | Mount Lemmon Survey |
| 684940 | 2009 AD55                | 11 ottobre 2016   | Mount Lemmon Survey |
| 684941 | 2009 AU56                | 1 gennaio 2014    | Spacewatch          |
| 684942 | 2009 AW56                | 24 giugno 2014    | Pan-STARRS          |
| 684943 | 2009 AB57                | 2 agosto 2016     | Pan-STARRS          |
| 684944 | 2009 AQ59                | 2 gennaio 2009    | Spacewatch          |
| 684945 | 2009 AW59                | 2 gennaio 2009    | Mount Lemmon Survey |
| 684946 | 2009 AF60                | 3 gennaio 2009    | Mount Lemmon Survey |
| 684947 | 2009 AP60                | 2 gennaio 2009    | Spacewatch          |
| 684948 | 2009 AY62                | 2 gennaio 2009    | Mount Lemmon Survey |
| 684949 | 2009 AK63                | 19 settembre 2007 | F. Kugel            |
| 684950 | 2009 AY63                | 3 gennaio 2009    | Spacewatch          |
| 684951 | 2009 AB64                | 1 gennaio 2009    | Spacewatch          |
| 684952 | 2009 AM64                | 3 gennaio 2009    | Spacewatch          |
| 684953 | 2009 AZ65                | 2 gennaio 2009    | Mount Lemmon Survey |
| 684954 | 2009 BE7                 | 18 gennaio 2009   | LINEAR              |
| 684955 | 2009 BR8                 | 15 gennaio 2009   | Spacewatch          |
| 684956 | 2009 BD12                | 1 gennaio 2009    | Spacewatch          |
| 684957 | 2009 BA18                | 16 gennaio 2009   | Spacewatch          |
| 684958 | 2009 BP23                | 17 gennaio 2009   | Spacewatch          |
| 684959 | 2009 BG27                | 31 dicembre 2008  | Spacewatch          |
| 684960 | 2009 BV28                | 2 gennaio 2009    | Spacewatch          |
| 684961 | 2009 BV30                | 2 gennaio 2009    | Mount Lemmon Survey |
| 684962 | 2009 BX43                | 16 gennaio 2009   | Spacewatch          |
| 684963 | 2009 BD44                | 16 gennaio 2009   | Spacewatch          |
| 684964 | 2009 BJ53                | 16 gennaio 2009   | Mount Lemmon Survey |
| 684965 | 2009 BV62                | 30 novembre 2008  | Mount Lemmon Survey |
| 684966 | 2009 BT65                | 20 gennaio 2009   | Spacewatch          |
| 684967 | 2009 BQ73                | 30 gennaio 2009   | R. Apitzsch         |
| 684968 | 2009 BW83                | 31 gennaio 2009   | Spacewatch          |
| 684969 | 2009 BR97                | 25 gennaio 2009   | Spacewatch          |
| 684970 | 2009 BY97                | 26 gennaio 2009   | Mount Lemmon Survey |
| 684971 | 2009 BK105               | 25 gennaio 2009   | Spacewatch          |
| 684972 | 2009 BN115               | 21 gennaio 2002   | Spacewatch          |
| 684973 | 2009 BG116               | 18 gennaio 2009   | Spacewatch          |
| 684974 | 2009 BJ118               | 15 settembre 2006 | Spacewatch          |
| 684975 | 2009 BM118               | 30 gennaio 2009   | Mount Lemmon Survey |
| 684976 | 2009 BX119               | 30 dicembre 2008  | Spacewatch          |
| 684977 | 2009 BL121               | 17 gennaio 2009   | Mount Lemmon Survey |
| 684978 | 2009 BX121               | 31 gennaio 2009   | Spacewatch          |
| 684979 | 2009 BZ123               | 31 gennaio 2009   | Spacewatch          |
| 684980 | 2009 BG124               | 8 ottobre 2007    | Mount Lemmon Survey |
| 684981 | 2009 BM127               | 25 gennaio 2009   | Spacewatch          |
| 684982 | 2009 BJ138               | 13 settembre 2007 | Mount Lemmon Survey |
| 684983 | 2009 BN142               | 22 dicembre 2008  | Mount Lemmon Survey |
| 684984 | 2009 BD145               | 30 gennaio 2009   | Spacewatch          |
| 684985 | 2009 BM145               | 30 gennaio 2009   | Spacewatch          |
| 684986 | 2009 BD159               | 31 gennaio 2009   | Spacewatch          |
| 684987 | 2009 BJ160               | 31 gennaio 2009   | Mount Lemmon Survey |
| 684988 | 2009 BM164               | 19 settembre 1998 | SDSS Collaboration  |
| 684989 | 2009 BG165               | 31 gennaio 2009   | Spacewatch          |
| 684990 | 2009 BG166               | 11 ottobre 2007   | Spacewatch          |
| 684991 | 2009 BN167               | 4 novembre 2007   | Spacewatch          |
| 684992 | 2009 BO167               | 24 gennaio 2009   | Alianza S4 Obs.     |
| 684993 | 2009 BF193               | 20 gennaio 2009   | Mount Lemmon Survey |
| 684994 | 2009 BU193               | 31 dicembre 2008  | Spacewatch          |
| 684995 | 2009 BM194               | 23 ottobre 2011   | CSS                 |
| 684996 | 2009 BB195               | 16 settembre 2012 | CSS                 |
| 684997 | 2009 BN195               | 27 gennaio 2009   | PMO NEO             |
| 684998 | 2009 BB196               | 26 ottobre 2012   | Pan-STARRS          |
| 684999 | 2009 BD196               | 7 giugno 2011     | Mount Lemmon Survey |
| 685000 | 2009 BO199               | 31 gennaio 2009   | Spacewatch          |